# Rodopa Smolan
Rodopa Smolan – bułgarski klub piłkarski z miasta Smolan założony w 1927 roku, nazwany na cześć jednego z największych pasm górskich w kraju. Przez pierwsze trzy dekady istnienia występował jako Rodopy Smolan.
Klub zadebiutował w ekstraklasie w sezonie 2003-2004. Na koniec tych rozgrywek zajął w tabeli dziesiątą lokatę, a w kolejnych – dwunastą. W sezonie 2005-2006 piłkarze Rodopy utrzymali się w I lidze tylko dzięki zwycięstwu 1:0 nad wicemistrzem kraju CSKA Sofia w przedostatniej kolejce, jednak w kolejnych rozgrywkach mieli już mniej szczęścia; sezon zakończyli na przedostatnim miejscu w tabeli i spadli do II ligi.
Od października 2006 roku trenerem zespołu jest były reprezentant Bułgarii, uczestnik Mundialu 1974 Wojn Wojnow, który zastąpił Pawła Panowa.

## Sukcesy
- awans do I ligi: w sezonie 2002-2003
- ćwierćfinał Pucharu Bułgarii: w sezonie 2003-2004

## Stadion

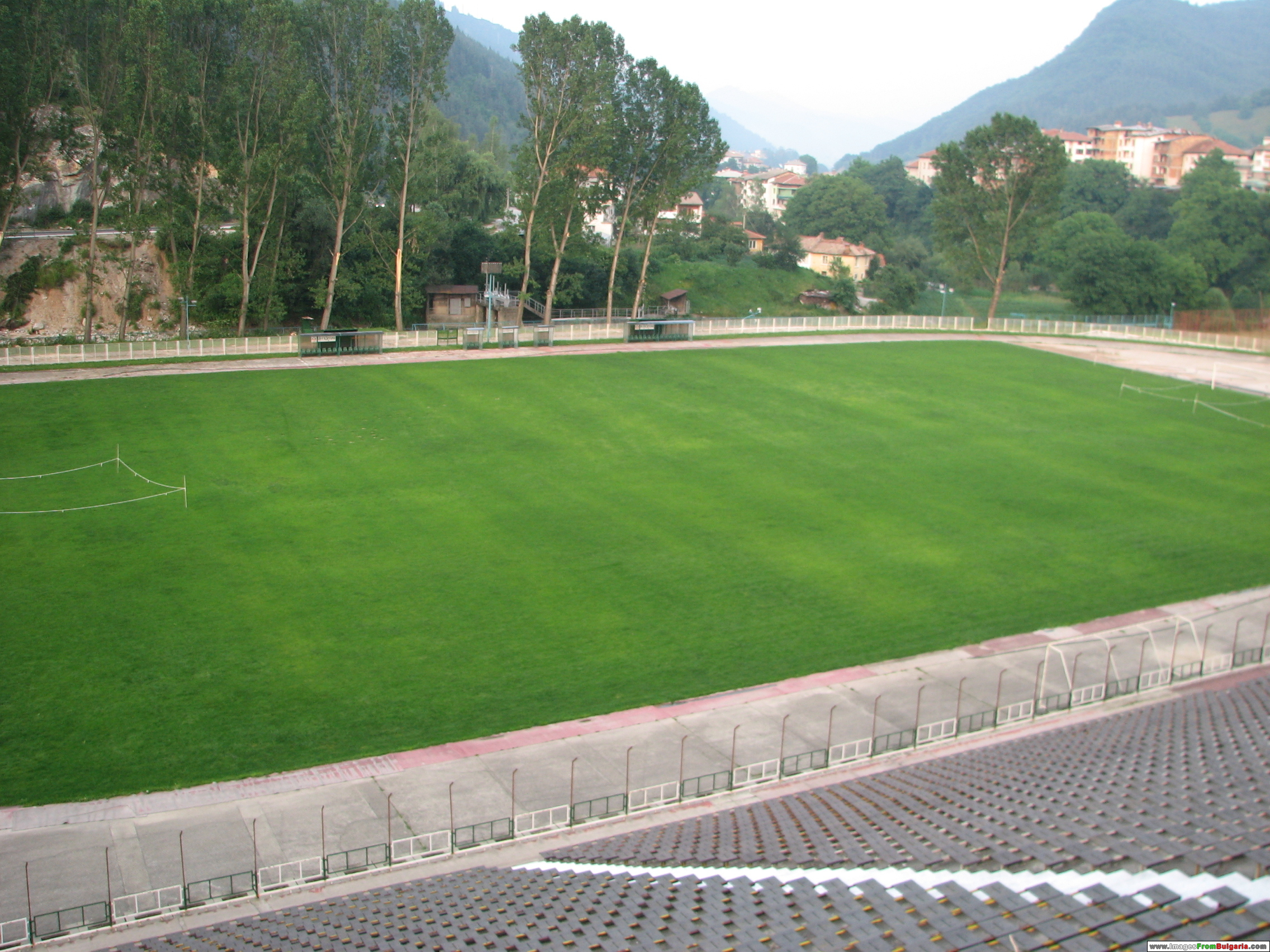
Stadion Rodopy w Smolanie

Stadion "Septemwri" w Smolanie może pomieścić 6,100 widzów.